# 이이현
이이현(李二顯, 1966년 1월 10일 ~ )은 대한민국의 제6대 광주광역시 남구의원이었다.

## 학력
- 염산국민학교 졸업
- 영광염산중학교 졸업
- 광주동신고등학교 졸업
- 조선대학교 국어국문학과 학사 졸업

## 경력
- 진월초등학교 운영위원
- 민주노동당 중앙위원
- 올바른학교급식을 위한 광주운동본부 위원
- 민주노동당 광주시당 남구 지역위원회 위원
- 사랑의몰래산타 광주광역시 남구 본부장
- 광주비정규직센터 운영위원회 위원
- 민주노동당 광주시당 남구 서민주거안정대책본부 본부장
- 푸른길 문화마을 추진위원
- 2010.07 ~ 2014.06 제6대 광주광역시 남구의회 의원
- 2010.07 ~ 2012.07 제6대 광주광역시 남구의회 전반기 의회운영위원회 간사
- 2010.07 ~ 2012.07 제6대 광주광역시 남구의회 전반기 환경도시위원회 위원
- 2010.07 ~ 2012.07 제6대 광주광역시 남구의회 전반기 기획총무위원회 위원
- 2010.07 ~ 2012.07 제6대 광주광역시 남구의회 전반기 예산결산특별위원회 위원
- 2012.07 ~ 2014.06 제6대 광주광역시 남구의회 후반기 의회운영위원회 위원
- 2012.07 ~ 2014.06 제6대 광주광역시 남구의회 후반기 기획총무위원회 위원
- 2012.07 ~ 2014.06 제6대 광주광역시 남구의회 후반기 예산결산특별위원회 위원
- 2012.11 ~ 2012.11 제6대 광주광역시 남구의회 남구종합청사이전관련특별위원회 위원

## 역대 선거 결과
| 실시년도 | 선거      | 대수 | 직책   | 선거구                | 정당       | 득표수  | 득표율          | 순위 | 당락 | 비고           |
| -------- | --------- | ---- | ------ | --------------------- | ---------- | ------- | --------------- | ---- | ---- | -------------- |
| 2010년   | 지방 선거 | 6대  | 구의원 | 광주 남구 (라 선거구) | 민주노동당 | 6,234표 | \| \| 18.59% \| | 2위  |      | 초선, 민선 5기 |
|          | 18.59%    |      |        |                       |            |         |                 |      |      |                |